# Deutscher Verband für Angewandte Geographie
Der Deutsche Verband für Angewandte Geographie (DVAG) wurde 1950 von Paul Gauss, Walter Christaller und Emil Meynen als Verband Deutscher Berufsgeographen gegründet. Der DVAG ist der Berufsverband der Geographinnen und Geographen, die nicht in Lehre und Forschung – und auch nicht in der Schule – tätig sind, sondern in der Wirtschaft, der öffentlichen Verwaltung (räumliche Planung u. ä.), der Politikberatung oder in anderen angewandt-geographischen Arbeitsfeldern.

## Struktur
Der DVAG ist geografisch in sogenannten „Regionalforen“, fachthematisch in „Arbeitskreisen“ organisiert. Derzeit gibt es folgende Foren und Arbeitskreise: (vgl. Website des DVAG)
| Namen des Forums        | Bundesland                           | Sitz              |
| ----------------------- | ------------------------------------ | ----------------- |
| Aachen/Dreiländereck    | Nordrhein-Westfalen                  | Aachen            |
| Berlin/Brandenburg      | Berlin, Brandenburg                  | Berlin            |
| Bonn/Rhein-Sieg/Ahr     | Nordrhein-Westfalen, Rheinland-Pfalz | Bonn              |
| Dresden/Ostsachsen      | Sachsen                              | Dresden           |
| Düsseldorf/Niederrhein  | Nordrhein-Westfalen                  | Düsseldorf        |
| Halle/Leipzig           | Sachsen, Sachsen-Anhalt              | Halle (Saale)     |
| Erlangen-Nürnberg       | Bayern                               | Erlangen          |
| Hamburg                 | Hamburg, Niedersachsen               | Hamburg           |
| Kurpfalz                | Baden-Württemberg, Rheinland-Pfalz   | Heidelberg        |
| Köln                    | Nordrhein-Westfalen                  | Köln              |
| Region Magdeburg        | Sachsen-Anhalt                       | Magdeburg         |
| Mecklenburg-Vorpommern  | Mecklenburg-Vorpommern               | Rostock           |
| Mittelhessen            | Hessen                               | Marburg           |
| Region München          | Bayern                               | München           |
| Münsterland             | Nordrhein-Westfalen                  | Münster           |
| Rhein-Main              | Hessen, Rheinland-Pfalz              | Frankfurt am Main |
| Ruhrgebiet              | Nordrhein-Westfalen                  | Bochum            |
| Saar/Mosel/Pfalz        | Rheinland-Pfalz, Saarland            | Trier             |
| Schleswig-Holstein      | Schleswig-Holstein                   | Kiel              |
| Schwaben                | Bayern                               | Augsburg          |
| Südliches Niedersachsen | Niedersachsen                        | Göttingen         |
| Weser-Ems               | Bremen, Niedersachsen                | Bremen            |
| Württemberg             | Baden-Württemberg                    | Stuttgart         |

Arbeitskreise des DVAG sind:
- Einzelhandel
- Immobilien
- Umwelt, Klima und Risiko
- Internationale Zusammenarbeit
- Stadtentwicklung
- Freizeit und Tourismus
- Mobilität und Verkehr
- Wirtschaftsförderung
- Geoinformationssysteme (GIS)

Ein Hauptanliegen des DVAG liegt darin, der Geographie zu einem entsprechenden Stellenwert in der Öffentlichkeit zu verhelfen und die Geographen in Deutschland zu vernetzen. Aus diesem Grund ist der DVAG auf fast allen Gebieten der Geographie durch Fachtagungen, Workshops, Arbeitskreise (AK), regionale Foren und Weiterbildungsveranstaltungen tätig.

## Preis für Angewandte Geographie
Seit 1996 vergibt der Verband alle zwei Jahre den DVAG-Preis für Angewandte Geographie für hervorragende Abschlussarbeiten auf dem Gebiet der angewandten Geographie. Aufgrund der problematischen Vergangenheit Walter Christallers wurde die bis dahin Walter-Christaller-Preis genannte Auszeichnung 2016 umbenannt.

## Zeitschrift
Der DVAG gibt viermal jährlich die im Springer-Wissenschaftsverlag erscheinende Fachzeitschrift Standort heraus.